# Halve marathon van Texel

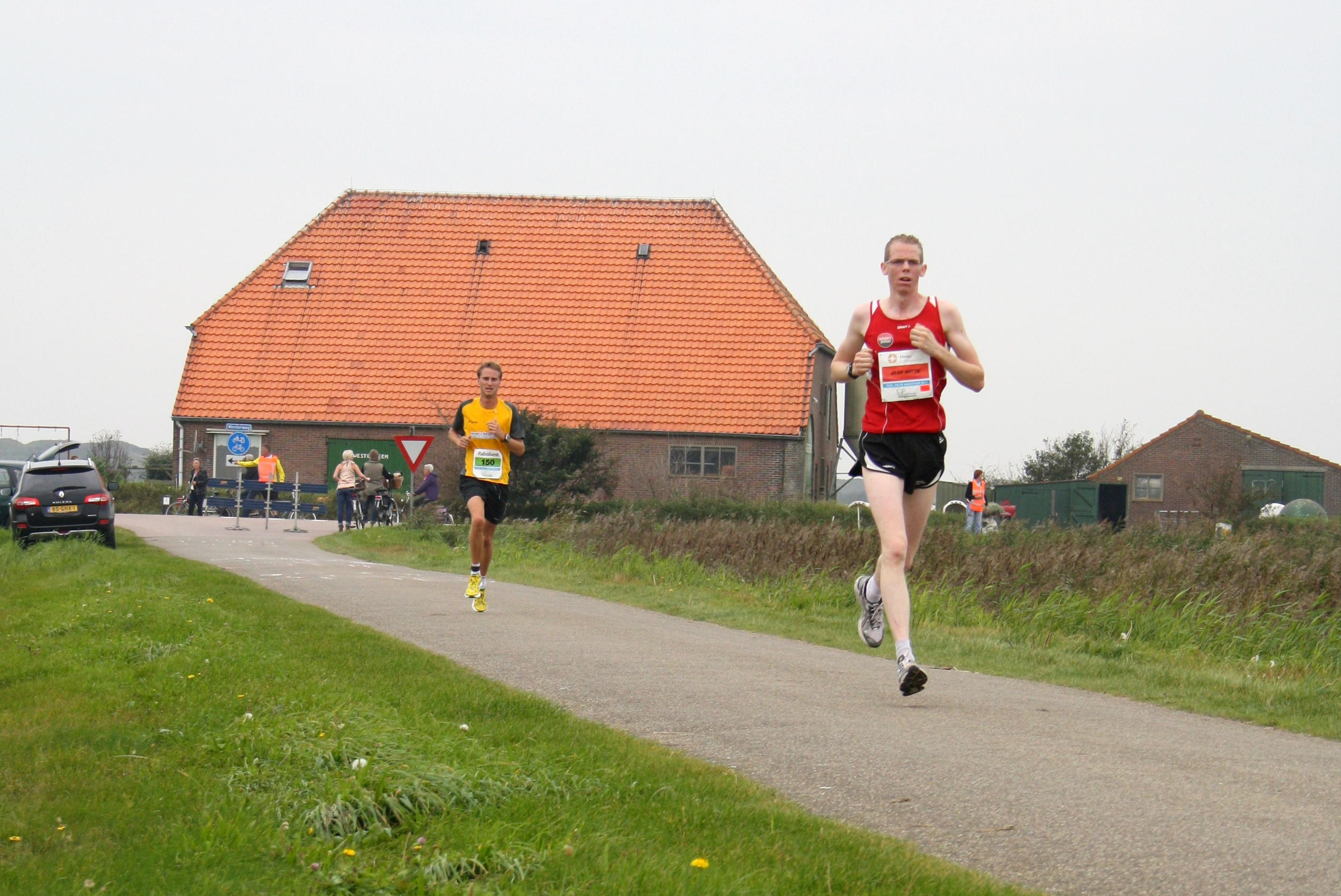
Wedstrijdfoto uit 2011

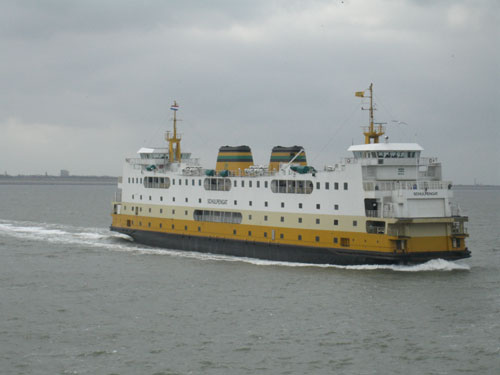
TESO veerboot

De halve marathon van Texel is een hardloopwedstrijd, die sinds 2007 jaarlijks wordt gehouden in de maand september op het eiland Texel. Naast de halve marathon kent het evenement ook een loop over 10 km en een over 6 km. De Nederlander Ronald Schröer won de halve marathon in totaal zesmaal. Ook heeft hij met een tijd van 1:08.42 (2016) het parcoursrecord in handen.
In 2015 finishten er zo'n 1000 deelnemers op de halve marathon en 500 op de 10 km. In 2016 was het mogelijk om behalve vanaf de boot ook vanaf het eiland zelf te starten.

## Parcours
Er wordt gestart vanaf de TESO veerboot in de haven 't Horntje. De route gaat via Den Hoorn naar Ecomare. Daar wordt een stukje over strand gelopen en vervolgens gaat de route terug via Den Burg, waar de finish is.

## Overwinningen
| Editie | Jaar | Man                | Nationaliteit | Tijd    | Vrouwen                  | Nationaliteit | Tijd    |
| ------ | ---- | ------------------ | ------------- | ------- | ------------------------ | ------------- | ------- |
| 1      | 2007 | Ronald Schröer     | NED           | 1:10.39 | Selma Borst              | NED           | 1:19.55 |
| 2      | 2008 | Ronald Schröer     | NED           | 1:10.15 | Esther Schipper          | NED           | 1:25.26 |
| 3      | 2009 | Ronald Schröer     | NED           | 1:10.31 | Jacqueline Rustidge      | NED           | 1:23.33 |
| 4      | 2010 | Mario Kröcker      | GER           | 1:11.15 | Ingrid van Lubek         | NED           | 1:29.08 |
| 5      | 2011 | Ronald Schröer     | NED           | 1:09.44 | Jacqueline Rustidge      | NED           | 1:22.43 |
| 6      | 2012 | Ronald Schröer     | NED           | 1:09.12 | Yvonne Kassenberg        | NED           | 1:20.03 |
| 7      | 2013 | Rens Dekkers       | NED           | 1:14.20 | Yvonne Kassenberg        | NED           | 1:24.44 |
| 8      | 2014 | Pip Tesselaar      | NED           | 1:14.34 | Immy Auck Kersbergen     | NED           | 1:20.29 |
| 9      | 2015 | Jan Venhuizen      | NED           | 1:15.43 | Jacelyn Gruppen          | NED           | 1:20.56 |
| 10     | 2016 | Ronald Schröer     | NED           | 1:08.42 | Margriet Berkhout        | NED           | 1:27.58 |
| 11     | 2017 | Michiel De Ruiter  | NED           | 1:12.12 | Immy Auck Kersbergen     | NED           | 1:24.13 |
| 12     | 2018 | Michiel De Ruiter  | NED           | 1:11.37 | Saskia de Vries-van Vugt | NED           | 1:20.51 |
| 13     | 2022 | Geart Jorritsma    | NED           | 1:10.32 | Eline Keet               | NED           | 1:23.52 |
| 14     | 2023 | Joffre Hooijschuur | NED           | 1:14.13 | Mireille Baart           | NED           | 1:22.18 |

## Trivia
- Bij het lustrum in 2011 kregen de deelnemers een rode en groene sok met uitleg over de nautische termen bakboord en stuurboord.
- In 2019 werd de halve marathon van Texel afgelast vanwege storm, in 2020 en 2021 vanwege corona.

Amersfoort ·
Amsterdam ·
Breda ·
Den Haag ·
Den Helder ·
Dordrecht ·
Drunen ·
Eindhoven ·
Egmond aan Zee ·
Enschede ·
Etten-Leur ·
Haarlem ·
Haarlemmermeer ·
Hoorn ·
Leeuwarden ·
Leiden ·
Linschoten ·
Monster ·
Nijmegen ·
Pijnacker ·
Schoorl ·
Spijkenisse ·
Terschelling ·
Texel ·
Utrecht ·
Venlo ·
Zandvoort ·
Zwolle